# Großsteingrab Lille Rørbæk By 1
Das Großsteingrab Lille Rørbæk By 1 ist eine megalithische Grabanlage der jungsteinzeitlichen Nordgruppe der Trichterbecherkultur im Kirchspiel Snostrup in der dänischen Kommune Frederikssund.

## Lage
Das Grab liegt südsüdwestlich von Lille Rørbæk in einem kleinen baumbestandenen Areal am Rand eines Felds. In der näheren Umgebung gibt bzw. gab es zahlreiche weitere megalithische Grabanlagen.

## Forschungsgeschichte
In den Jahren 1875 und 1942 führten Mitarbeiter des Dänischen Nationalmuseums Dokumentationen der Fundstelle durch. Eine weitere Dokumentation erfolgte 1982 durch Mitarbeiter der Forst- und Naturbehörde.

## Beschreibung
Die Anlage besitzt eine nord-südlich orientierte rechteckige Hügelschüttung, zu deren Maßen leicht unterschiedliche Angaben vorliegen. Der Bericht von 1942 nennt eine Länge von 11 m, eine Breite von 8 m und eine Höhe von 1 m. Der Bericht von 1982 nennt eine Länge von 12 m, eine Breite von 8 m und eine Höhe von 1,2 m. Von der Umfassung sind noch 19 Steine erhalten: acht im Osten, vier im Westen, vier im Norden und drei im Süden. 1942 wurden an der Westseite noch neun Steine gezählt.
Im Nordteil des Hügels befindet sich eine Grabkammer. Sie ist als Urdolmen anzusprechen und hat einen rechteckigen Grundriss. Die Kammer besteht aus je einem Wandstein an allen vier Seiten. Der Deckstein fehlt. Zu den Maßen und der Orientierung der Kammer liegen keine Angaben vor.
Im Südteil des Hügels befand sich gemäß dem Bericht von 1875 eine zweite Grabkammer. 1942 war hiervon nur noch ein einzelner Stein erhalten. Im Bericht von 1982 wird dieser Stein nicht erwähnt. Zu den Maßen und der Orientierung der Kammer liegen keine Angaben vor. Der genaue Grabtyp ist unbekannt.